# Lallar
Lallar är en ort i Azerbajdzjan.   Den ligger i distriktet Cəlilabad Rayonu, i den södra delen av landet, 190 km sydväst om huvudstaden Baku. Lallar ligger 229 meter över havet och antalet invånare är 513.
Terrängen runt Lallar är kuperad åt sydväst, men åt nordost är den platt. Närmaste större samhälle är Dzhalilabad, 16,2 km öster om Lallar.
Trakten runt Lallar består till största delen av jordbruksmark. Runt Lallar är det ganska tätbefolkat, med 104 invånare per kvadratkilometer.